# 데프콘 (가수)
데프콘(Defconn, 본명: 유대준, 1977년 1월 6일 ~ )은 대한민국의 래퍼, 엔터테이너, 영화배우, MC이다.
1998년에 언더그라운드 힙합 래퍼로 데뷔한 그는 2001년에 첫 EP 앨범을 발표한 이후 현재까지 정규 앨범 6장을 발표했으며, 디아이뮤직이라는 자체 레이블을 설립해 CEO를 맡았었고, 2013년부터는 예능 출연도 점차 활발해지면서 버라이어티 프로그램에서 많은 활약을 해 예능계의 블루칩으로 인정 받고 있다.
2019년 10월 14일 SM C&C와 전속계약을 체결했다.

## 학력
- 전주대학교 기독교학과

## 음반

### 솔로
- 2002년 7월 15일 EP Straight from tha Streetz
- 2004년 5월 7일 LP Lesson 4 The People
- 2004년 10월 14일 LP 1 1/2: Rawyall Flush
- 2005년 11월 1일 LP 콘이 삼춘 다이어리
- 2007년 4월 19일 LP City Life
- 2008년 7월 15일 EP MR. Music
- 2009년 3월 5일 디지털 싱글 Green Tour
- 2010년 3월 25일 디지털 싱글 Love Sugar
- 2011년 3월 29일 LP Macho Museum
- 2011년 11월 9일 디지털 싱글 킹왕짱
- 2012년 8월 2일 LP The Rage Theater
- 2014년 8월 13일 디지털 싱글 L'Homme Libre vol.1[1]
- 2014년 8월 28일 EP L'Homme Libre vol.1[1]
- 2016년 4월 8일 EP I'M NOT A PIGEON
- 2017년 1월 3일 디지털 싱글 엄마가 기다리셔
- 2017년 4월 6일 EP 맹금류
- 2018년 3월 20일 디지털 싱글 혼술래퍼
- 2018년 5월 8일 디지털 싱글 보배드림

### 합작
- 2011년 3월 30일 Defconn, 미노, Soulman - 《이별병》 디지털 싱글
- 2011년 8월 2일 Defconn, 정형돈, JD - Change the Game 디지털 싱글

### 피처링
- 2006년 신성우 베스트 앨범 조우 - 신데렐라 콤플렉스 (랩 피처링)

- 2012년 5월 29일 형돈이와 대준이 - 《껭스타랩 볼륨1》 디지털 앨범
- 2012년 9월 7일 형돈이와 대준이 - 《오, 예!》 디지털 싱글
- 2013년 2월 8일 형돈이와 대준이 - 《나 좀 만나줘》 디지털 싱글
- 2013년 2월 22일 형돈이와 대준이 - 《스윝 껭스타랩 볼륨1》 디지털 앨범

## 학력
- 전주공업고등학교 건축과 (중퇴)
- 고등학교 졸업학력 검정고시 합격
- 전주대학교 기독교학과

## 이슈

### MP를 향한 디스
2001년 7월 발매된 데프콘의 EP Straight from tha Streetz의 수록곡 No Joke는 버벌진트와 한 곡으로, 클럽 MP를 디스하는 곡이다. 아이러니하게도 이 곡을 계기로 데프콘은 Masterplan에 알려져 클럽 MP 무대에 서게 되고, 레이블이 된 후에도 계약을 맺어 활동하게 되었다. 버벌진트는 클럽 MP 무대에 서지 않았지만, MP HIPHOP 앨범에 참여하고 B-Boy Maximum 앨범에 참여하는 등 현재 좋은 관계를 유지하고 있다.

### 버벌 진트와의 갈등
버벌진트는 데프콘과 함께 팀을 이룰 정도로 친한 사이였으나, 데프콘 3집 이후로 둘의 콜라보를 찾아보기 힘들었고, 리드머에서 이뤄진 인터뷰에서 데프콘이 '최근 들어 거의 연락을 못하였다'라고 말하여 둘의 사이가 소원해진 것이 알려졌었다. 그러던 중 2010년 3월 4집 《Macho Museum》으로 컴백한 데프콘은 미니홈피를 통해 버벌진트와의 사이가 매우 나빠졌음을 시사하였다. 이 일은 둘의 콜라보를 바라고 있던 팬들 사이에서 큰 이슈가 되었으며, 곧 데프콘은 싸이월드 미니홈피에 일이 너무 커져버렸으나 남이 된 것은 사실이라는 글을 남겼다. 이후 힙합플레이야에서 이뤄진 인터뷰에서, 데프콘은 버벌진트와 모 방송국 대기실에서 만나서 오해를 풀었다고 전해와 이 일은 마무리되었다. 사건이 진행되는 동안 버벌진트 측의 공식적인 대응은 없었다.

### 〈그녀는 낙태중〉
4집 수록곡인 〈그녀는 낙태중〉의 데프콘 벌스는, 인터넷 방송을 통해 유명해진 한 BJ의 얘기와 매우 흡사하나, 가사의 주인공이 한 남자와 무책임한 관계 끝에 임신을 한 후 낙태하는 내용이어서, 부적절한 내용으로 인신 공격을 하였다는 비난을 받았다. 데프콘은 이에 대해 인터뷰를 통해 "이슈를 바라고 노래를 만든 거는 아니다"라면서, "왜 음악이 영화 같은 이야기를 하고 소설 같은 이야기를 하면 왜 그걸 못 받아 들이는지 불만이다"라 밝혔다. 실제로 그의 4집 자켓에는 이 노래에 관해 실화에 바탕을 둔 얘기가 아니라는 글귀가 적혀있다.
이 곡이 나온지 5년이 지난 2015년 6월, 일련의 여성혐오 표현 논란 사태와 맞물려 데프콘의 그녀는 낙태중도 다시 트위터 상에서 화제가 되었고, 공중파 예능등에 나오며 이미지 관리를 했던 데프콘은 전에 없는 비판을 듣게 되었다.

## 음악 스타일
그의 음악 스타일은 본래 어둡고 거친 음악이었으며, 그러한 스타일은 "십자군"이나 "Bang" 등의 곡에 잘 드러난다. 또한 "Sex Drive"나 Analozik 앨범에 피쳐링한 곡인 "소멸" 등, 논란을 불러일으키는 적나라한 가사도 거침없이 쓰곤 한다. 특히 "Sex Drive"의 선정성은 그의 스타일에 "떡랩"이라는 별명을 붙여주었다. 오버그라운드에 처음 데뷔하면서 "길"을 통해 부드러운 랩을 처음 선보인 그는, MP HIPHOP 2004 Change the Game 수록곡인 "나랑 사귀자"에서 더욱 말랑말랑하고 부드러운 스타일을 선보였으며, 2집부터는 본격적으로 밝은 곡들을 작업했다. 물론 각 앨범마다 "저글링 정글", "플루토늄" 같은 거친 음악이 있으나 소수이다. 이런 스타일의 변화는 그의 의도인 것도 있고, 친분 있는 형인 김구라의 조언도 영향을 끼쳤다고 한다.
이후 그의 스타일은 한동안 주로 발랄하고 재밌고 유쾌한 스타일로 이루어졌다. D.O 앨범의 "Watch Ya Back"에서 거의 마지막으로 어둡고 거친 곡을 선보인 그는 앞으로도 그런 스타일의 곡은 오랫동안 하지 않을 생각이라고 밝혔다. 그러다 2010년 4집에서는 다시 하드코어한 스타일로 돌아와 그의 거친 스타일을 기대해온 팬들의 환영을 받기도 했는데, 그는 이런 스타일의 복귀 이유를, 그동안은 힙합 아티스트로써의 선입견을 깨고 대중들에게 다가설 필요가 있었으나, 이제 적당한 시기가 되었다 믿었기 때문이라고 설명하였다.
그러나 2013년 들어 형돈이와 대준이 등 좀 더 대중적인 음악을 하게 되면서 그의 곡은 예전에 비해 듣기 편하고, 코믹한 요소를 갖춘 곡들이 나오고 있다. "대준"이라는 이름으로 발표한 그의 싱글도 이러한 트렌드를 이어가고 있다.
한편 그의 가사의 라임은 SNP 시절의 영향을 받은 듯 다음절 라임이 주를 이룬다.

## 가수 외 활동

### 현재 출연중인 방송
- MBN 《친한 예능》
- MBN 《아트싱어》
- NQQ, SBS 플러스 《나는 SOLO》
- IHQ 《맛있는 녀석들》
- KBS 2TV 《동물은 훌륭하다》
- EBS 1TV 《취미는 과학》

### 과거 방송
- 2005년~2008년: KBS1 《가족오락관》 게스트
- 2006년: 《러브 스쿨 투어》
- 2007년: 《방송불가》
- 2008년: 《지극히 사적인 TV》
- 2008년: 《커플링》
- 2008년: MBC 드라마넷 《MT왕》
- 2009년: 《클럽 워너비》
- 2009년, 2011년, 2012년, 2013년, 2014년, 2015년, 2016년: MBC 《무한도전》 게스트
- 2010년: KBS2 《유희열의 스케치북》
- 2010년: 온게임넷 《켠김에 왕까지》
- 2011년: MBC Every 1 《주간 아이돌》
- 2011년: 스카이 ICT 《트루 N 쇼》
- 2012년: MBC 《매직콘서트 이것이 마술이다》
- 2013년: tvN 《가짜를 찾아라! 눈썰미》
- 2013년: XTM 《절대남자 시즌 3》
- 2013년: E채널 《연애정산쇼 러브옥션》
- 2013년: MBC 《세바퀴》
- 2013년: KBS2 《근무중 이상무》
- 2013년: tvN 《팔도 방랑밴드》
- 2013년: MBC 《나 혼자 산다》
- 2014년: 채널A 《먹방쇼 맛의 전설》
- 2014년: MBC Every 1 《형돈이와 대준이의 히트제조기》
- 2014년: MBC 《건강보감 리턴즈》
- 2014년: JTBC 《보스와의 동침》
- 2015년: MBC Every 1 《비밀병기 그녀》
- 2015년: XTM 《GET IT GEAR》
- 2015년: O tvN 《비밀 독서단》
- 2015년: MBC 《나의 머니 파트너 : 옆집의 CEO들》
- 2016년: MBC 《마이 리틀 텔레비전》
- 2016년: KBS2 《언니들의 슬램덩크》
- 2016년: MBC 《능력자들》
- 2016년: KBS2 《구석구석 숨은 돈 찾기》
- 2016년: MBC 《듀엣가요제》
- 2017년: tvN 《시간을 달리는 남자》
- 2017년: 투니버스 《스트레스 제로구역 날려버려》
- 2011년~2018년 MBC Every 1 《주간 아이돌》
- 2013년~2019년 KBS2 《1박 2일》
- 2018년~2020년 JTBC 《아이돌룸》
- 2019년 채널A 《같이 할래? GG》
- 2019년 JTBC 《찰떡콤비》
- 2019년 JTBC 《한끼줍쇼》 - 112회 게스트 (1월 9일) (가수 딘딘과 공동출연)
- 2019년: MBC 《놀면 뭐하니?》
- 2019년: MBC 《같이 펀딩》
- 2019년: MBC 《라디오스타》 - 638회 (10월 9일)
- 2020년: EBS 1TV 《뭐든지 뮤직박스 시즌2》
- 2021년: MBC 《폐업요정》

### 웹예능
- 2023년 유튜브 《핑계고》- 23회 (9월 7일)

### 영화
- 2010년: 《로맨틱 무브먼트, 서울》
- 2012년: 《청춘 그루브》 ... 빅마스터 역

### 드라마
- 2004년: MBC 《MBC 베스트극장 - '모두에게 해피엔딩'》 특별출연
- 2015년: KBS2 《드라마 스페셜 - '바람은 소망하는 곳으로 분다'》 ... 양구병 역
- 2017년: KBS2 《최고의 한방》 ... 본인 역
- 2018년 tvN 《시를 잊은 그대에게》 ... 김대방 역

### CF
- 2012년 SK텔레콤 4G LTE Done
- 2012년 피자에땅
- 2012년 무학 좋은데이
- 2013년 코웨이 룰루 비데
- 2013년 NHN 피쉬프렌즈
- 2013년 SK텔레콤 LTE-A
- 2013년 넥슨 크레이지레이싱 카트라이더
- 2014년 제일모직 빈폴 아웃도어
- 2014년 LG유플러스 LTE 8
- 2018년 LG유플러스 아이돌 LIVE

## 수상 경력
- 2004년 제1회 한국대중음악상 최우수 힙합 댄스상
- 2011년 제53회 전국조정선수권대회 2000m 노비스 에이트 특별상
- 2013년 MBC 방송연예대상 쇼 버라이어티 부문 인기상
- 2014년 KBS 연예대상 쇼.오락 부문 남자 우수상
- 2018년 KBS 연예대상 버라이어티 부문 최우수상[5]

## 가족 관계
- 동생 : 유현준 (1978년 ~ )